# Difluoruro di diossigeno
Il difluoruro di diossigeno è il composto chimico di formula molecolare O2F2, o anche (OF)2.
A temperature molto basse si presenta come un solido arancione che fonde a −163 °C formando un liquido rosso che è molto meno stabile dell'altro principale fluoruro di ossigeno, OF2, ma relativamente più stabile rispetto ad altre specie poco più che fugaci come O3F2 e O4F2.
Ha fortissime proprietà ossidanti e in parte si decompone a OF2 e ossigeno già a −160 °C (circa il 4% al giorno) ed ha pure tendenze esplosive.

## Struttura molecolare e proprietà
Il difluoruro di diossigeno è un composto molecolare binario di fluoro e ossigeno, lievemente endotermico (ΔHƒ° = +19,2 kJ/mol) e moderatamente endoergonico (ΔGƒ° = +58,1 kJ/mol). Tuttavia, pur essendo sufficientemente stabile al di sotto del suo punto di fusione, a mano a mano che ci si avvicina al suo punto di ebollizione (-57 °C) inizia a decomporsi in fluoro e ossigeno e via via più rapidamente all'aumentare della temperatura.
La connettività della molecola O2F2 è la stessa dei perossidi e per questo a volte viene anche detto perossido di fluoro (o di difluoro). Come per il perossido di idrogeno, questa molecola non planare ha simmetria C2. In essa l'ossigeno assume l'inusuale stato di ossidazione +1, mentre nella maggior parte dei suoi composti l'ossigeno ha stati di ossidazione negativi, -1 nei composti perossidici e −2 in tutti gli altri.
La struttura della molecola è stata indagata nel 1962 nella regione delle microonde (spettro rotazionale) e successivamente  (1988) anche tramite diffrazione elettronica in fase gassosa, giungendo a risultati essenzialmente molto simili. Tale struttura assomiglia, almeno in quanto ad angoli, a quella del perossido di idrogeno, H2O2: i due atomi di fluoro assumono una posizione reciproca che è intermedia tra quella eclissata e quella sfalsata, andando a determinare un angolo diedro FOOF di poco inferiore a 90°. Questo fa sì che le polarità dei legami O-F non si cancellino: il momento dipolare risultante è ragguardevole, pari a 1,44 D.
La distanza F-O (157,5 pm) è insolitamente grande rispetto a quella presente nel difluoruro di ossigeno OF2 (141,2 pm) o anche nell'acido ipofluoroso HOF (143,45 pm). La distanza O−O di 121,7 pm è invece molto più piccola di quella in H2O2 (147,5 pm) ed è, piuttosto sorprendentemente, molto simile a quella che si riscontra per il legame O=O nell'ossigeno gassoso (120,7 pm).
Questo ha portato a difficoltà interpretative per la razionalizzazione della struttura di questa molecola e difficoltà nell'impostazione dei calcoli teorici su di essa, che richiedono di essere metodi ab initio di alto livello affinché si raggiunga soddisfacente accordo con i dati sperimentali.
Nel corso degli anni ci sono state molte speculazioni per razionalizzare i motivi di una distanza O−O molto corta e di una distanza O−F molto lunga per dei legami supposti singoli. Nel 1999 è stato proposto uno schema che prevede un legame O−O di molteplicità intermedia tra 1 e 2 (stimato ≈1,6) e un legame O−F singolo ma destabilizzato e allungato a causa delle repulsioni tra i doppietti elettronici non condivisi sugli atomi di fluoro e gli orbitali molecolari π del legame O−O. Per questa molecola è stato quindi proposto che sia un ibrido di risonanza tra le seguenti principali forme limite:
[ F−O−O−F  ←→  F−  O=O+−F  ←→  F−O+=O  F− ]
Nello spettro vibrazionale la frequenza di stiramento del legame O-F cade a 630 ± 3 cm–1, mentre in quella di O-F in OF2 cade a 928 cm–1. Questo implica per il legame O-F un ordine di legame inferiore a 1.
La frequenza di stiramento di O-O si colloca a 1210 ± 3 cm–1, mentre il corrispondente assorbimento in H2O2 (ordine di legame 1) consiste di una banda larga e intensa tra 845 e 875 cm–1 e quella in O2 (ordine di legame 2) si osserva (spettro Raman) a 2061 cm–1. Questo implica per il legame O-O in O2F2 un ordine di legame compreso tra 1 e 2, in accordo qualitativo con i risultati dei calcoli quantomeccanici citati sopra.

## Sintesi
Il difluoruro di diossigeno si può ottenere facendo passare una scarica elettrica di 25−30 mA a 2,1−2,4 kV attraverso una miscela di ossigeno e fluoro gassosi a bassa pressione (7−17 mmHg). Questa è sostanzialmente la procedura seguita nel 1933 da Otto Ruff, che fu il primo a sintetizzare O2F2. Un metodo efficiente consiste nella fotolisi ultravioletta di una miscela ossigeno/fluoro a -196 °C. Un'altra procedura è quella di irradiare per alcune ore con una bremsstrahlung di 3 MeV una miscela di ossigeno e fluoro liquidi a −196 °C in un recipiente di acciaio inossidabile.
O2 + F2   →   O2F2
Si forma anche nella decomposizione del difluoruro di triossigeno:
2 O3F2   →   2 O2F2 + O2

## Reattività
La proprietà principale di questo composto instabile è la sua fortissima capacità ossidante, che si manifesta in modo violento e spesso esplosivo anche alle temperature molto basse a cui è necessario operare (sotto −100 °C). Ad esempio, esplode a contatto di acqua, alcol etilico, cloro e zolfo a temperature vicino al suo punto di fusione.
O2F2 converte ClF in ClF3, BrF3 in BrF5 e SF4 in SF6. Con acidi di Lewis come BF3 e PF5 cede loro uno ione fluoruro e si ottengono così i corrispondenti sali di diossigenile:
2 O2F2 + 2 PF5  →  2 [O2]+[PF6]− + F2
Converte inoltre gli ossidi di uranio e plutonio nei corrispondenti esafluoruri.